# Албрехт I фон Арним
Албрехт I фон Арним (на немски: Albrecht I von Arnim; † 1372/1375) е първият известен благородник от род фон Арним.

## Деца
Албрехт I фон Арним има седем сина:
- Людеке I фон Арним († 14 януари/14 септември 1412), женен за Отилия; имат двама сина
  - Ханс III фон Арним († 1447/1451)
  - Каспар фон Арним († сл. 1433)
- Ханс фон Арним († сл. 1413)
- Клаус фон Арним († сл. 30 май 1441); има един син:
  - Ебел II фон Арним († 1444/29 април 1449); продължава рода
- Вилке I фон Арним († 28 декември 1438/16 септември 1439); има два сина:
  - Людеке II фон Арним († 8 март 1470/12 февруари 1472)
  - Хенинг I фон Арним († 1 февруари 1490/4 януари 1491); продължава рода
- Албрехт фон Арним († сл. 1423)
- Ото III фон Арним († 28 декември 1438/16 октомври 1439)
- Хайнрих фон Арним († сл. 1431)